# Адлова, Вера
Вера Адлова (до замужества — Студена) (чеш. Věra Adlová; 22 июня 1919, Прага — 28 июня 1999, там же) — чешская писательница, журналист, переводчик. Автор книг для детей. Жена писателя и художника Зденека Адлы.

## Биография
Родилась в семье художника-реставратора. После окончания школы в Праге (1938), изучала латинский и греческий языки и филологию на факультете искусств Карлова университета.
После закрытия университета немецкими оккупантами, работала в Пражском архиве. Университет окончила в 1948 году. В том же году присоединилась к Сокольскому движению, была редактором специализированного журнала.
В 1949 году вышла замуж за писателя и художника Зденека Адла, с которым работала над несколькими книгами.
В 1949—1952 годах — редактор журнала «Svět sovětů» («Советский мир»). С 1952 по 1955 находилась со своим мужем в СССР, где работала в чешском отделе Московского радио. После возвращения работала редактором издательства «Melantrich», С 1958 — редактор Государственного издательства политической литературы.
С 1960 года — редактор Государственного книжного издательства детской литературы, затем в 1972—1975 — главный редактор(с 1969 Albatros). В 1980-х годах работала секретарем Чехословацкого союза писателей по внешним связям.

## Творчество
С середины 1950- гг. публиковала статьи, эссе о современной литературе для детей и молодежи, прозу в журналах «Мир Советов», «Цвет», «Золотой май», «Пламя»; в 1970—1980-х гг. периодически печаталась в «Литературном ежемесячнике»

## Избранная библиография
- Vestonie (1946);
- Život, který jsme milovali (1948);
- Kouzelná skříňka (1960);
- Na shledanou, Mořský vlku (1960);
- Krásná a slavná (1961);
- Honička nad Prahou (1962);
- O zmrzlé elektřině (1963);
- Mirka to ví nejlíp (1964);
- Blues pro Alexandru (1966);
- Výprodej spravedlivých (1966);
- O dívčí literatuře (1972);
- Jarní symfonie (1973);
- Vyprávění o veliké zemi (1974);
- Dětství a fantazie (1974);
- Pohádky pro Kačenku (1975);
- Růže z Flander (1976);
- Říkáte, abych věřil? (1979);
- Jenny (1980);
- Proměny lásky (1980);
- Vojta a medvěd Petr (1982);
- Trpká vůně podzimu (1983);
- Горький запах осени М.Радуга, 1987
- Má drahá… (1989);
- Safari styl (1995) и др.

Занималась переводами с латыни и русского языка.